# 7 seven (相川七瀬のアルバム)
『7 seven』（セブン）は、2004年2月18日、motorodから発売された相川七瀬7枚目のアルバム。CDコードはAVCD-32027B（初回盤）AVCD-32028（通常盤）。

## 概要
シングル「Shock of Love」「R-指定」「愛ノ詩 -マジェンタレイン-」の3曲とカップリング1曲含む13曲。「恋愛体質」「火をつけろベイビー!!」は相川と吉村由美の共作。楽曲それぞれにテーマカラーがある。ブックレットにカラーセラピストの資格を持つ相川の解説が収載。初回盤はDVDが同梱の2枚組。CCCD。

## 収録曲
作詞：相川七瀬（特記以外）
1. LIE LIE LIE（4:21）
  - 作曲：室姫深 編曲：室姫深&岡野ハジメ
2. R-指定（3:28）
  - 作曲：yasu 編曲：小池敦&岡野ハジメ

23rdシングル。
3. BLUE KNIFE（4:53）
  - 作曲：AKIHIDE 編曲：KAZ&岡野ハジメ
4. 恋愛体質（3:03）
  - 作詞：相川七瀬&吉村由美 作曲：原一博 編曲：岡野ハジメ
5. BLACK ANGEL（4:08）
  - 作曲：柴崎浩 編曲：柴崎浩&岡野ハジメ
6. 目下の恋人（3:00）
  - 作曲・編曲：柴草玲
7. ダリア-She Knows Love-（4:54）
  - 作曲：室姫深 編曲：室姫深&岡野ハジメ

24thシングル「愛ノ詩 -マジェンタレイン-」カップリング。
8. 愛ノ詩 -マジェンタレイン-（5:56）
  - 作曲：高田有紀子 編曲：Pixy&Brownie with 岡野ハジメ

24thシングル。
9. 夏の日のコーラル（4:32）
  - 作曲：柴崎浩 編曲：柴崎浩,小池敦&岡野ハジメ
  - strings arrangement：村山達哉
10. 火をつけろベイビー!!（4:20）
  - 作詞：相川七瀬&吉村由美 作曲：有原雅人 編曲：岡野ハジメ

紳士服はるやま「フレッシャーズ キャンペーン」CFソング。
11. 時の風（5:20）
  - 作曲：柴草玲 編曲：山口一久
12. NIGHT RAINBOW（5:13）
  - 作曲：室姫深 編曲：室姫深&岡野ハジメ
13. Shock of Love（BONUS TRACK）（4:27）
  - 作詞：大黒摩季 作曲・chorus arrangement：織田哲郎 編曲：INA

22ndシングル。

### DVD（初回限定盤のみ）
1. 「R-指定 ＜R-version＞」ビデオクリップ
2. 「OH MY LITTLE GIRL」アコースティック・カバーセッション・クリップ